# Королевские регалии Великобритании

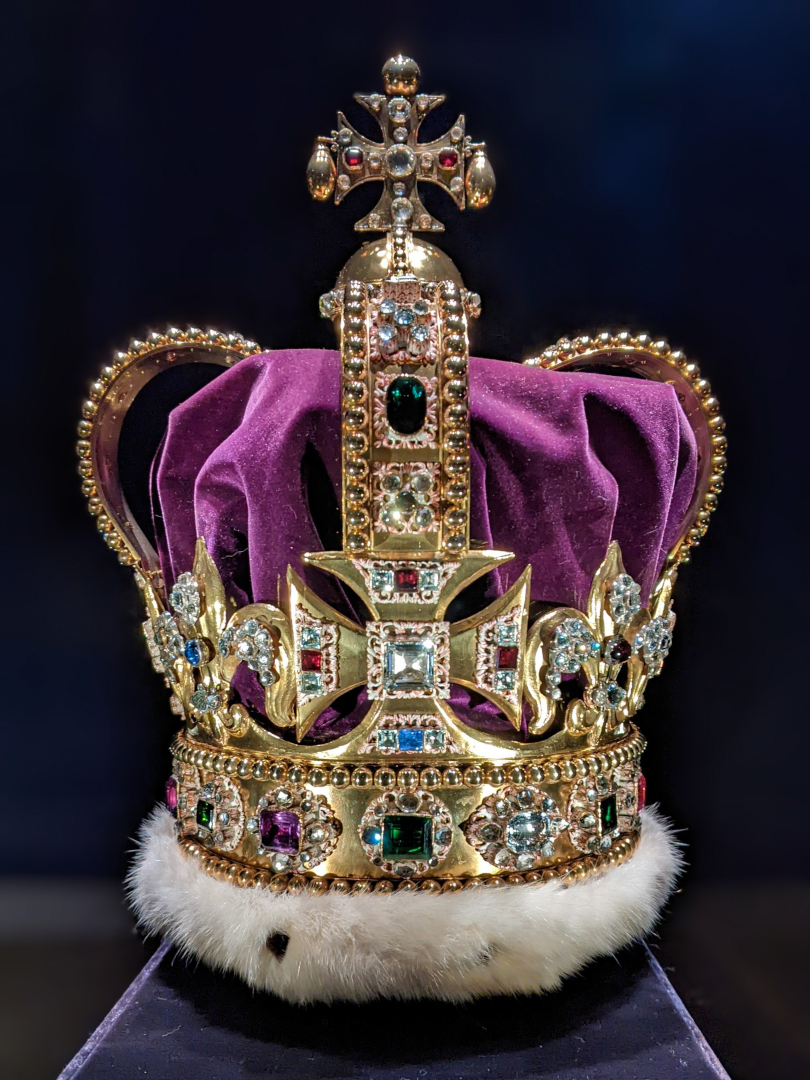
Корона святого Эдуарда — главная из королевских регалий Великобритании

Королевские регалии Великобритании (или Драгоценности Британской короны; англ. Crown Jewels of the United Kingdom) первоначально Королевские регалии Англии (англ. Crown Jewels of England) — коллекция церемониальных предметов хранящихся в Сокровищнице Британской короны в Тауэре включающая коронационные регалии и одеяния, которые носили британские монархи.
Символы более чем 800 лет истории монархии, королевские регалии являются единственными используемыми по назначению в Европе, и являются наиболее исторически полной коллекцией из всех монарших регалий в мире. Предметы, используемые для инвеституры и коронации британских монархов по-разному обозначают их роль как главы Соединённого королевств и других стран содружества наций, Верховного правителя англиканской церкви и главы британских вооружённых сил. На них изображены геральдические изображения и национальные гербы Англии, Шотландии, Уэльса и Северной Ирландии.
Использование монархами регалий восходит к периоду обращения страны в христианство в раннем средневвековье. Постоянный набор коронационных регалий, некогда принадлежавших Эдуарду Исповеднику, относится ко времени причисления этого короля к лику святых, в XII веке. Они хранились в Вестминстерском аббатстве, месте проведения коронаций с 1066 года, а ещё один набор регалий предназначался для религиозных праздников и церемонии открытия парламента. В совокупности эти предметы стали известны как Королевские регалии. Большая часть коллекции датируется временем восшествия на трон Карла II. Средневековые и тюдоровские регалии были проданы или переплавлены после свержения монархии в 1649 году во время Английской революции. Только четыре предмета старше эпохи Реставрации; ложечка для помазания конца XII века (самый старый предмет) и три меча начала XVII века. Регалии продолжали использоваться британскими монархами после слияния королевств Англии и Шотландии в 1707 году.
Регалии содержат 23 578 драгоценных камней, среди которых Куллинан I (530 карат), самый крупный бесцветный бриллиант в мире, установлен в Скипетре Государя с крестом. Он был огранён из одноимённого, крупнейшего когда-либо найденного алмаза ювелирного качества «Куллинан», обнаруженного в Южной Африке в 1905 году и подаренного Эдуарду VII. В Короне Британской империи находятся Куллинан II (317 карат), сапфир Стюартов, сапфир святого Эдуарда, рубин Чёрного принца. Бриллиант Кохинур (105 карат) был получен королевой Викторией из Сикхского государства и использовался в трёх коронах консортов. Части исторических объектов либо нет в Тауэре, либо они замещены копиями из стекла и хрусталя.
Во время коронации монарха помазывают миром, которое переливают из ампулы в ложку, облачают в одежды и украшения и увенчивают короной святого Эдуарда. После этого её меняют на более лёгкую корону Британской империи, которая также используется на церемонии открытия парламента. Жёны королей, известные как королевы-консорты, наделены более простым набором регалий. Королевскими регалиями также считаются государственные мечи, церемониальные булавы, церковная утварь, исторические регалии, банкетные тарелки и королевские купели для крещения. Они являются частью Королевской коллекции и принадлежат институту монархии, передаваясь от одного короля к другому. В Сокровищнице Британской короны их видят 2,5 миллиона посетителей в год.

## История

### Доисторический и римский периоды
Самый ранний известный случай использования короны в Британии был обнаружен археологами в 1988 году в Диле, графство Кент, он датируется периодом между 200 и 150 годами до нашей эры. Внутри гробницы воина из Дила были найдены меч, брошь, церемониальный щит и украшенная бронзовая корона с единственной дугой, находившаяся на голове владельца. На тот момент короны были символами власти, которые носили религиозные и военные лидеры. Жрецы продолжали использовать короны после римского завоевания Британии в 43 году н. э.. В 1953-х годах, во время раскопок близ Хокволд кум Уилтона была обнаружена бронзовая корона с двумя арками и изображениями мужских лиц, а также две бронзовые диадемы, с регулируемыми головными повязками и серебряными украшениями в технике металлопластики, датированные римским периодом. В центре одной из диадем находится пластина с изображением человека, держащего сферу, и предмет, похожий на пастушеский посох, аналоги державы и скипетра, ставшие впоследствии королевскими атрибутами

### Англосаксонский период

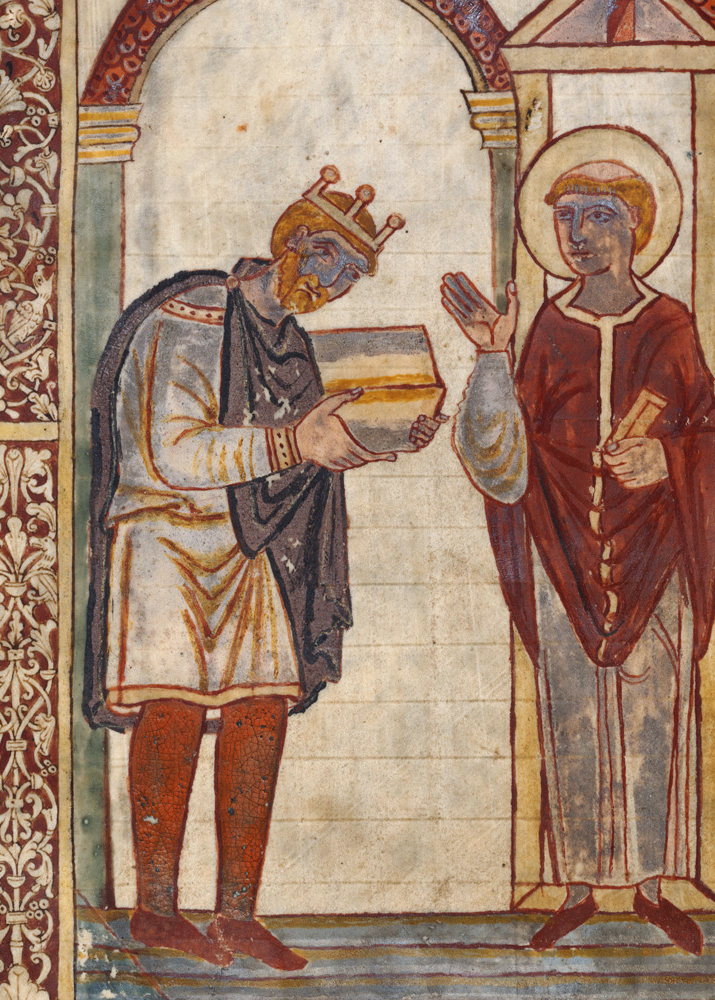
Король Этельстан, в короне, представляет рукопись святому Катберту, ок. 930

К началу V века римляне покинули Британию, и сюда переселились англы и саксы. Начала формироваться гептархия новых королевств. Одним из методов, который использовали региональные короли для укрепления своей власти, было использование церемоний и знаков различия. Могила неизвестного короля в Саттон-Ху — данные свидетельствуют, что это мог быть Редвальд из Восточной Англии (ок. 599—624) — даёт представление о регалиях англосаксонского монарха дохристианской эпохи. Внутри гробницы VII века, обнаруженной в 1939 году был найден богато украшенный шлем из Саттон-Ху, состоящий из железной шапки, шейного
щитка и лицевой маски, украшенной изображениями животных и воинов, изготовленных из медного сплава и украшенных гранатами. Его также похоронили с украшенным мечом, церемониальным щитом и тяжёлым скипетром из точильного камня, на вершине которого находится железное кольцо, увенчанное фигурой оленя.
В 597 году н. э. папа Григорий I послал бенедиктинского монаха начать обращение языческой Англии в христианство. Монах Августин стал первым архиепископом Кентерберийским. В течение двух столетий утвердился ритуал помазания монархов святым маслом и коронования их (первоначально в шлемах) по христианской церемонии, а регалии приобрели религиозный характер. Постоянного набора регалий всё ещё не было; каждому монарху обычно делали новый комплект, с которым его хоронили после смерти. В IX веке, золотые короны византийской традиции заменили в Европе бронзовые, и вскоре золото стало стандартным материалом, для изготовления английских королевских корон.
Король Этельстан (924—939) объединил различные англосаксонские королевства в единое Королевство Англия. На самом раннем известном изображении английского короля в короне, он изображён преподносящим копию написанного Бедой Достопочтенным «Жития святого Катберта» самому святому. До его правления короли изображались на монетах в шлемах и диадемах, либо в венцеподобных диадемах в стиле римского императора Константина Великого. Носили ли они на самом деле такие диадемы — неизвестно. Эдгар Миролюбивый (959—975) был первым английским королём, увенчанным настоящей короной, также при его коронации был введён скипетр. После короны скипетры были самыми важными символами королевской власти в средневековой Англии.

### Эдуард Исповедник
Эдуард Исповедник (1042—1066) изображён на троне в короне и со скипетром в первой сцене гобелена из Байё. Эдуард умер, не оставив наследника, а Вильгельм Завоеватель стал первым нормандским королём Англии после победы в битве при Гастингсе. Ношение короны стало важной частью жизни Вильгельма I в попытке утвердить власть над своими новыми землями и подданными. После его смерти в 1087 году в «Англосаксонской хронике» сообщалось: «[Вильгельм] управлял великим государством… Он носил свою корону три раза в год, чаще, чем бывал в Англии… Он был таким суровым и безжалостным… Мы не должны забывать тот добрый порядок, который он поддерживал на земле». Ношение короны производилось во время религиозных праздников Пасхи, Троицы и Рождества.

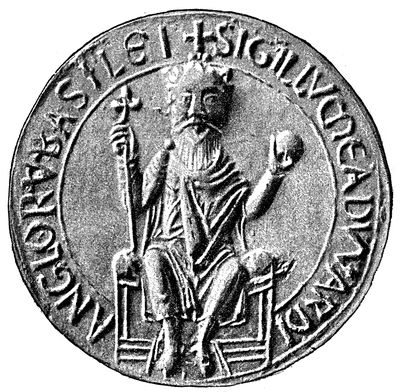
Первая большая печать Эдуарда Исповедника

В 1161 году Эдуард Исповедник был причислен к лику святых, а предметы, связанные с его правлением, стали святыми реликвиями. Монахи Вестминстерского аббатства, где он был похоронен, утверждали, что Эдуард просил их вечно заботиться о его регалиях, и что они должны были использоваться при коронациях всех будущих королей. Заметка по этому поводу содержится в описи драгоценных реликвий, составленной монахом аббатства в 1450 году, в которой записаны туника, далматика, паллий и другие облачения; золотой скипетр, два жезла, золотая корона, гребень и ложка; корона и два жезла для коронации королевы; потир из оникса и патена для Святого Причастия. Хотя заявление монахов Вестминстерского аббатства, вероятно, было попыткой саморекламы, и некоторые регалии, вероятно, были взяты из могилы Эдуарда, когда он был там перезахоронен, это было принято как факт, тем самым был установлен первый известный набор наследственных коронационных регалий в Европе. Вестминстерское аббатство принадлежит монарху и регалии всегда были королевской собственностью — монахи были лишь хранителями. В последующие столетия некоторые из регалий выйдут из употребления, их место займут другие предметы, которые использовали, или носили короли и их супруги во время коронации.
Об использовании так называемой короны святого Эдуарда, впервые упоминалось при проведении коронации Генриха III (1216—1272) и, по-видимому, это та же самая корона, которую носил Эдуард Исповедник. Коронация с использованием регалий, принадлежавших предыдущему монарху, который к тому же был святым, укрепляла легитимность короля. Также ошибочно считалось, что корона принадлежала Альфреду Великому (871—899), поскольку надпись на крышке коробки, в которой она хранилась, переведённая с латыни, гласила: «Это главная корона из двух, которыми были коронованы короли Альфред, Эдуард и другие». Корона будет использоваться в последующих коронациях, пока не будет окончательно уничтожена 400 лет спустя. Сохранилось мало её описаний, хотя один историк XVII века отметил, что она была «древней работы с цветами, украшенная камнями довольно простой оправы», а в описи она описывалась как «изделие из золотой проволоки, украшенное небольшими камнями и двумя колокольчиками», весом 79,5 унций (2,3 кг). Она имела дуги и, возможно была украшена сканью и перегородчатой эмалью. Также в Королевской коллекции в этот период находилась так называемая государственная корона, которая вместе с другими коронами, кольцами и мечами входила в состав государственных регалий монарха, хранившихся в основном в королевских дворцах.

### Позднее средневековье

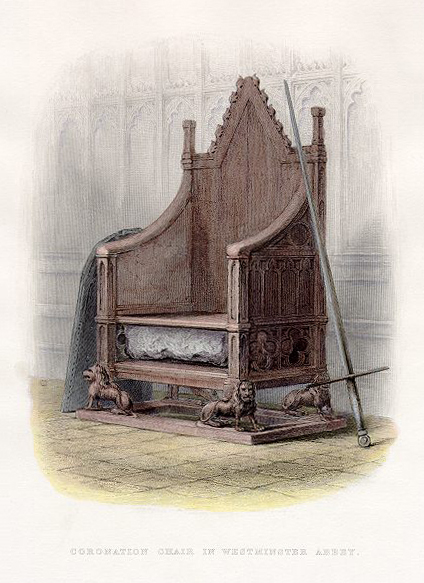
Скунский камень в Коронационном кресле, Вестминстерское аббатство, 1859

Передача корон символизировала передачу власти от одного правителя к другому. После того, как Эдуард I (1272—1307) победил в 1282 году правителя Уэльса Лливелина ап Грифида, валлийские регалии, включая корону легендарного короля Артура, были переданы Англии. Согласно «Хроникам аббатства Абернконви», «и так слава Уэльса и сам Уэльс перешли к королям Англии». После вторжения в Шотландию в 1296 году скунский камень был отправлен в лондонский Тауэр «в знак признания капитуляции и завоевания королевства». Его поместили в деревянное кресло, используемое для коронации английских королей и которое было известно как Коронационное кресло Шотландские регалии также были доставлены в Лондон и размещены при гробнице Эдуарда Исповедника; Шотландия в конечном итоге восстановила свою независимость. В сокровищнице Эдуарда II (1307—1327) было не менее 10 корон. Когда Ричард II (1377—1399) был вынужден отречься от престола, он символически вручил корону святого Эдуарда своему преемнику со словами: «Я предоставляю и передаю тебе эту корону… и все права, зависящие от неё».
В качестве залога под кредиты монархи часто закладывали часть государственных регалий. Эдуард III (1327—1377) заложил в 1339 году свою великую корону Бодуэну Люксембургскому за более чем 16 650 фунтов стерлингов. Три короны и другие драгоценности хранились в 1370-х годах у епископа Лондона и графа Арундела в качестве залога в размере 10 000 фунтов стерлингов. Одна корона была предоставлена в 1386 году корпорации лондонского Сити в обмен на ссуду в 4 000 фунтов стерлингов.
Где-то в XIV веке все государственные регалии были перенесены в Белую башню лондонского Тауэра из-за серии краж в Вестминстерском аббатстве, как удачных, так и нет Святые реликвии коронационных регалий остались в Вестминстерском аббатстве нетронутыми.
Выйдя из употребления в Англии в XIII веке, две дуги, увенчанные мондом и крестом, вновь появляются на короне во время правления Генриха V, хотя дуги не появляются на Большой печати до 1471 года. Дуги и крест, известные как «закрытая», или императорская корона, символизировали претензии короля на то, чтобы быть императором в своих владениях, подчиняющимся только богу, в отличие от некоторых континентальных правителей, обязанных подчиняться более могущественным королям или императору Священной Римской империи.

### Тюдоры и ранние Стюарты
Традиции, заложенные в средние века, продолжились и позже. К середине XV века корону официально носили во время шести религиозных праздников в год: Рождество, Крещение, Пасху, Троицу, День всех святых и один либо оба праздника святого Эдуарда. Корону демонстрировали и носили на ежегодной церемонии открытия парламента. Примерно в это же время три меча — символы королевской власти с древних времён — использовались на церемонии коронации для обозначения власти короля при отправлении правосудия: Меч Духовного правосудия, Меч Светского правосудия и тупой Меч Милосердия.

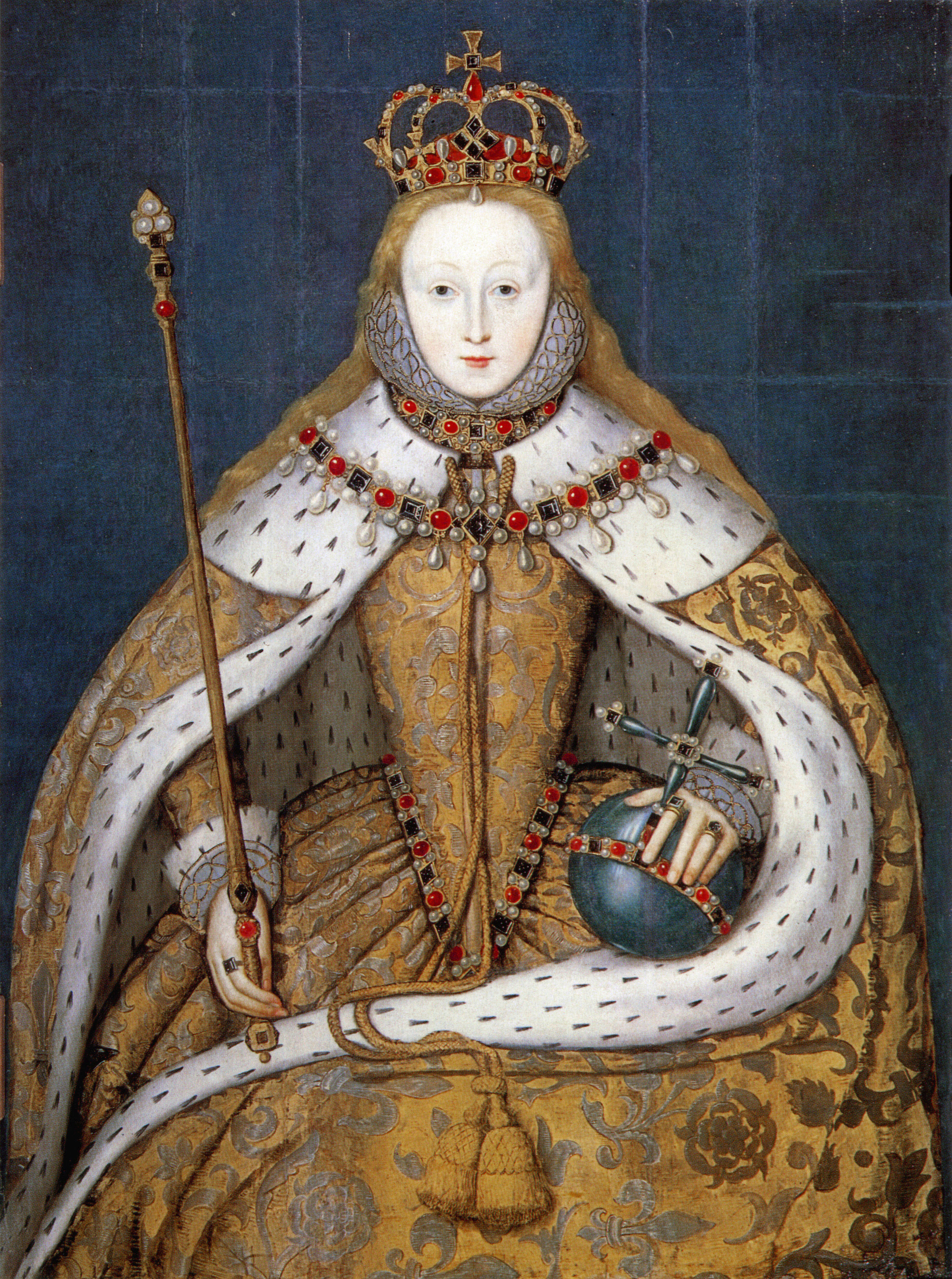
Елизавета I, последний монарх из династии Тюдоров в коронационном облачении

Новым предметом регалий стала держава, описанная в инвентарях Тюдоров как золотой шар с крестом, подчёркивающий суверенитет монарха. Державы в Англии были графическими эмблемами королевской власти с периода раннего средневековья, но настоящая держава, вероятно, не использовалась ни на одной английской коронации до Генриха VIII (1509—1547). Государственные регалии всё чаще переходили от одного монарха к другому. Лучшим примером этого была корона Тюдоров вероятно созданная в начале правления династии Тюдоров. Впервые она появляется в королевском инвентаре во времена Генриха VIII и была одной из трёх корон использованных при коронации каждого из следующих трёх его преемников две других — корона св. Эдуарда и «богатая корона» изготовленная специально для нового монарха. После английской реформации когда Англия вышла из-под власти католической церкви, англиканская церковь осудила почитание средневековых реликвий и преуменьшила значение истории регалий святого Эдуарда.
Концепция наследственных королевских регалий была закреплена в английском законодательстве в 1606 году, когда Яков I (1603—1625), первый английский король из династии Стюартов, издал указ о списке «украшений и драгоценностей короля и принца, которые будут индивидуально и неразрывно навсегда присоединены к королевству этого государства». После смерти Якова на трон взошёл его сын Карл I (1625—1649). Поскольку он нуждался в деньгах, то одним из первых его действий была погрузка 41 предмета из Сокровищницы на корабль отправляющийся в Амстердам — центр европейской торговли драгоценностями. Предполагалось, что эти ценности, среди которых были брошь Зеркало Великобритании, подвеска XIV века Три брата, золотая солонка весом 4,7 килограмма (10 фунтов), известная как «Танец Морриса», и множество тарелок елизаветинской эпохи пополнят королевскую казну на 300 000 фунтов стерлингов, но удалось выручить за них только 70 000.
Многочисленные конфликты Карла с парламентом, проистекающие из его веры в божественное право королей, а также многочисленные религиозные конфликты, проходившие во время его правления, спровоцировали в 1642 году гражданскую войну в Англии. Парламент считал регалии «драгоценностями короны»: право собственности на них принадлежало монарху в силу его публичной роли короля, а не лично. Чтобы избежать юридического риска для своих подданных, Карл попросил свою жену Генриетту Марию переправить неотчуждаемое имущество Короны за границу и продать его на голландском ювелирном рынке. Узнав об этой схеме, Палата лордов и Палата общин объявили всех, причастных к торговле драгоценностями короны, врагами государства. Генриетте удалось избавиться от небольшой части драгоценностей, продав её за бесценок и отправить оружие и боеприпасы обратно в Англию для нужд роялистов. Два года спустя Парламент изъял из Сокровищницы 187 килограммов (410 фунтов) редких позолоченных серебряных изделий и использовал полученные средства для финансирования военных действий своих сторонников

### Междуцарствие
После шести лет войны Карл потерпел поражение и был казнён, а менее чем через неделю Охвостье проголосовало за отмену монархии. Поскольку Английская республика нуждалась в деньгах, то для сбора средств был принят Закон о продаже имущества покойного короля и его семьи, а также были назначены попечители для оценки регалий и драгоценностей — тогда Оливер Кромвель считал их «символами отвратительного правления королей» и «памятниками суеверий и идолопоклонства» — и продать их тем, кто предложит самую высокую цену. Самым ценным объектом была корона Генриха VIII стоимостью в 1100 фунтов стерлингов. Драгоценные камни и жемчуг были извлечены, а большая часть коронационных и государственных регалий была переплавлена, а из полученного металла на Монетном дворе были отчеканены деньги.
Сохранились две брачные короны: корона Маргариты Йоркской и корона принцессы Бланш, вывезенные из Англии за несколько столетий до английской революции, когда Маргарет и Бланш вышли замуж за королей континентальной Европы. Обе короны и относящаяся к IX веку драгоценность Альфреда дают представление о характере королевских регалий и украшений в средние века. Ещё одним уцелевшим предметом подобного рода является 600-летний хрустальный скипетр, подарок Генриха V лорд-мэру Лондона, который лорд-мэр до сих пор носит во время коронаций.
Кромвель отклонил предложение парламента стать королём и стал лордом-протектором, что в 1657 году было отмечено церемонией в Вестминстер-холле, где он облачился в пурпурную мантию, сел на коронационное кресло и получил множество традиционных регалий верховной власти, за исключением короны. Корона, возможно сделанная из позолоченного недрагоценного металла, что в те времена было типично для погребальных корон, была помещена рядом с Кромвелем, во время его похорон в 1660 году.

### Реставрация и наше время
После смерти Кромвеля монархия была восстановлена. Для коронации проживавшего в изгнании Карла II (1660—1685), на основе записей об утерянных предметах были созданы новые регалии. Они были поставлены банкиром и королевским ювелиром сэром Робертом Винером по цене 12 184 фунта стерлингов 7 шиллингов 2 пенни — стоимость трёх боевых кораблей. было решено сделать копии средневековых регалий и использовать оригинальные названия. Эти предметы, изготовленные в 1660 и 1661 годах из 22-каратного золота, составляют теперь основу королевских регалий: корона св. Эдуарда, два скипетра, держава, ампула, пара армилл или браслетов и посох. Средневековая позолоченная серебряная ложка для помазания и три древних меча Стюартов сохранились и были возвращены Короне, а голландский посол организовал возвращение сохранившихся заложенных в Голландии драгоценностей. Король также потратил 11 800 фунтов стерлингов на приобретение 2270 килограммового алтаря и пиршественного блюда, также ему были преподнесены примирительные дары.

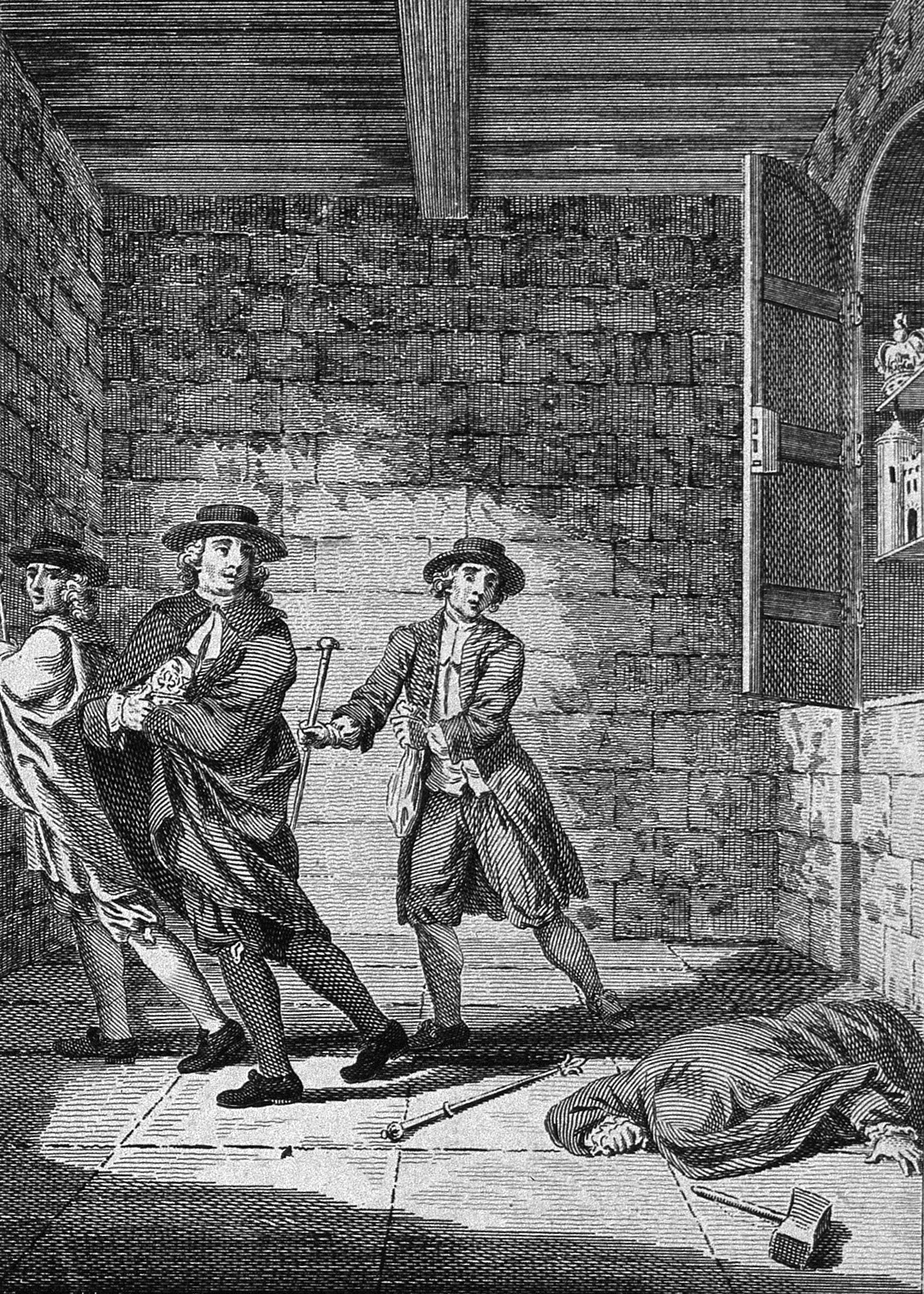
Бегство Томаса Блада, рисунок 1793 года

В 1669 году регалии были впервые выставлены на всеобщее обозрение в Сокровищнице Британской короны лондонского Тауэра. Заместитель Хранителя Сокровищницы Британской короны доставал регалии из шкафа и за небольшую плату показывала их посетителям. Эта неформальная договорённость была прекращена два года спустя, когда Томас Блад, лояльный парламенту армейский офицер ирландского происхождения, напал на 77-летнего служителя и украл корону, скипетр и державу. Блад и трое его сообщников были задержаны, но корона была сплющена в попытке спрятать её, а на державе осталась вмятина. Похититель был помилован королём, который также дал ему земельный надел и пенсию; было высказано предположение, что с Бладом обошлись снисходительно, потому что он был правительственным агентом. С тех пор регалии находятся под вооружённой охраной.
Со времени Реставрации регалии претерпели множество дополнений и изменений. В 1685 году для Марии Моденской, первой королевы-консорта, коронованной после реставрации, был заказан новый сервис. Другой, более сложный комплект пришлось изготовить для Марии II (1689—1694), коронованной как соправительница своего мужа Вильгельма III (1689—1702). После того, как Англия и Шотландия согласно акту об унии 1707 года были объединены в одно государство, королевские регалии Шотландии были заперты в сундуке а английские регалии продолжали использоваться британскими монархами. Драгоценные камни брались под залог на время коронаций (обычно плата составляла 4 % от их стоимости) и заменялись стеклом и хрусталём для демонстрации в Сокровищнице Британской короны, практика, которая продолжалась до начала XX века.
Когда во время Второй мировой войны вражеские самолёты атаковали Лондон, регалии были перевезены в Виндзорский замок. Самые ценные камни были извлечены из оправ Джеймсом Манном, магистром оружейной палаты и сэром Оуэном Морсхедом, королевским библиотекарем. Их завернули в вату, поместили в высокую стеклянную банку для консервирования, которую затем запечатали в жестяную банку и спрятали в подвале замка. В банку также была помещена записка, сделанная королём, в которой он сообщал, что лично распорядился вынуть драгоценные камни из оправы. Поскольку королевские регалии были громоздкими и поэтому их было трудно транспортировать, идея заключалась в том, что в случае вторжения нацистов исторические драгоценные камни можно было легко пронести на себе, не вызывая подозрений, а при необходимости закопать или затопить.
После войны регалии в течение двух лет находились в хранилище Банка Англии, пока ремонтировалась пострадавшая от попадания бомбы сокровищница. В мае 2023 года корона св. Эдуарда была возложена на голову Карла III, на единственной церемонии такого рода в Европе. Другие европейские монархи отказались от коронаций в пользу светских церемоний. Королевские регалии состоят из предметов которые постоянно инкрустированы 23 578 драгоценными и полудрагоценными камнями и демонстрируются примерно 2,5 миллионам посетителям в год.

## Короны
Короны — главные символы королевской власти. Все короны, находящиеся в Тауэре, украшены чередующимися крестами и геральдическими лилиями, узором, который впервые появился на большой печати Ричарда III, а их дуги увенчаны мондом и крестом. Большинство корон также имеют бархатную шапочку красного или фиолетового цвета и горностаевую кайму.

### Корона святого Эдуарда
Основой коронационных регалий является корона, названная в честь Эдуарда Исповедника, которая возлагается на голову монарха в момент коронации. изготовленная из золота в 1661 году корона святого Эдуарда украшена 444 камнями, включая аметисты, гранатами, хризолитами, рубинами, сапфирами, топазами, турмалинами и цирконами. Эта коронационная корона очень похожа на средневековую, с тяжёлым золотым основанием и гроздьями полудрагоценных камней, но непропорционально большие дуги — фантазия в стиле барокко. Долгое время считалось, что это оригинал, поскольку их вес практически идентичен, а счёт, выпущенный в 1661, предназначался для оплаты добавления золота к существующей короне. В 2008 году новое исследование показало, что корона была создана в 1660 и увеличена в следующем году, когда парламент увеличил бюджет на дважды отложенную коронацию Карла II. Корона 30 сантиметров в высоту и весом 2,23 кг была отмечена как чрезвычайно тяжёлая. После 1689 года монархи предпочитали короноваться более лёгкой, изготовленной на заказ коронационной короной (например, короной Георга IV), или государственной короной, а корона святого Эдуарда покоилась в это время на главном алтаре. Во время коронации королевы Виктории в 1838 году, эта корона вообще не использовалась во время церемонии. Традиция использования короны святого Эдуарда была возрождена в 1911 году Георгом V и продолжается до сих пор. В 1953 году Елизавета II выбрала изображение этой короны для использования на гербах, значках, логотипах и других различных знаках отличия в королевствах Содружества, в качестве символа своей королевской власти, заменив изображение короны в стиле Тюдоров, принятой в 1901 году Эдуардом vII

### Корона Британской империи

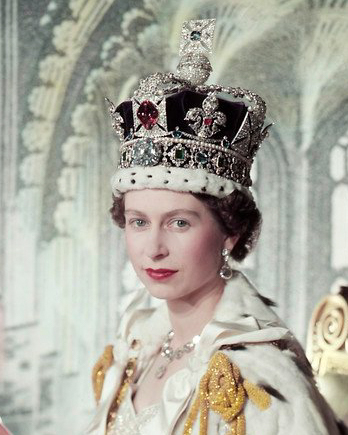
Елизавета II в короне Британской империи, 1953

Гораздо более лёгкую корону монарх носит при выходе из Вестминстерского аббатства и на ежегодной церемонии открытия парламента. Теперешняя корона Британской империи была изготовлена в 1937 году для Георга VI и представляет собой копию бывшей в плохом состоянии короны, созданной для королевы Виктории, с использованием драгоценных камней из своей предшественницы — государственной короны Георга I. В 1953 году размер короны был изменён, чтобы она могла подойти Елизавете II, а дуги уменьшены на 2,5 см. Корона из золота, серебра и платины украшена 2868 бриллиантами, 273 жемчужинами, 17 сапфирами, 11 изумрудами и 5 рубинами. Среди самых известных камней — алмаз «Куллинан II», весом в 317 карат, также известный как «Вторая звезда Африки», добавлен к короне в 1909 году (более крупный «Куллинан I» установлен в Скипетре Государя). Рубин Чёрного принца установленный в переднем кресте, на самом деле не рубин, а большая красная шпинель в форме кабошона. Согласно легенде, его в 1367 году подарил Эдуарду Чёрному Принцу испанский король Педро Кастильский. Генрих V носил этот камень в битве при Азенкуре. Как камень вернулся в Королевскую коллекцию после Английской революции, неясно, но в 1661 году был приобретён за 400 фунтов крупный «рубин», который вполне мог быть шпинелью. На задней стороне короны находится 104-каратный кабошон «сапфир Стюартов», а в верхнем кресте помещён «сапфир святого Эдуарда», предположительно взятый из кольца Эдуарда Исповедника, когда его тело было в 1163 году перезахоронено в Вестминстерском аббатстве. Под мондом находятся четыре жемчужины, три из которых, как часто утверждается, принадлежали Елизавете I, но эта атрибуция, почти наверняка ошибочна.

### Короны консортов
После Реставрации жёны королей — королевы-консорты — традиционно носили корону королевы Марии Моденской, которая впервые надела её на своей коронации в 1685 году. Первоначально украшенная 561 взятым под залог бриллиантом и 129 жемчужинами, она была заново украшена хрусталём и культивированным жемчугом для демонстрации в Сокровищнице вместе с соответствующей диадемой, которую королевы носили во время процессии в Вестминстерском аббатстве. Когда-то в этой диадеме было 177 бриллиантов, 1 рубин, 1 сапфир и 1 изумруд. К XIX веку корона Марии Моденской была сочтена слишком театральной и находящейся в плохом состоянии, поэтому в 1831 году для Аделаиды Саксен-Мейнингенской была изготовлена корона королевы Аделаиды с использованием драгоценных камней из её частных украшений.

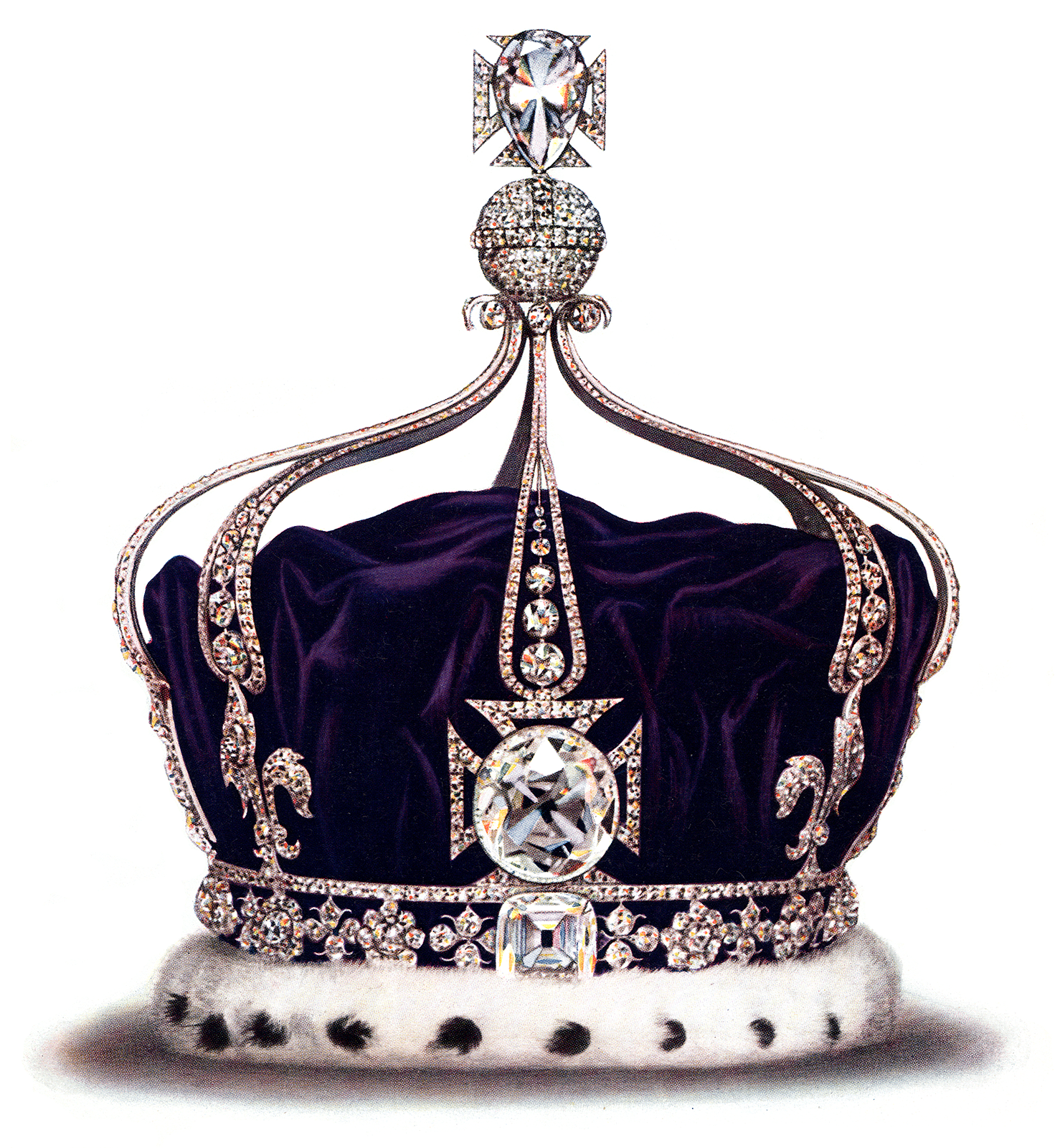
Корона королевы Марии Текской с восемью полуарками и бриллиантом Кохинур в переднем кресте

Так началась традиция, согласно которой, каждая королева-консорт имела корону, изготовленную на заказ. В 1902 году для коронации Александры Датской была изготовлена корона королевы Александры, корона европейского образца — более плоская и с восемью полудугами вместо традиционных четырёх. Украшенная более чем 3000 бриллиантов, это была первая корона консортов, включавшая бриллиант Кохинур, подаренный королеве Виктории в 1850 году после британского завоевания Пенджаба. Первоначально имевший вес 191 карат и вставленный в браслет, Кохинур огранён до овального бриллианта весом 105 карат, который Виктория закрепила в броши и диадеме. Впоследствии, в 1911 году для Марии Текской была изготовлена корона королевы Марии Текской; также необычная для британской короны из-за восьми полуарок. Мария купила корону в стиле ар-деко за свои деньги, надеясь, что она станет семейной реликвией, которой будут пользоваться супруги королей. Корона украшена в общей сложности 2200 бриллиантами, и когда-то в ней находились 94,4-каратный Куллинан III и 63,4-каратный Куллинан IV. В 1914 её арки стали съёмными, что позволило носить её как открытую корону или диадему.
После смерти Георга V Мария Текская продолжала носить корону (без дуг) как королева-мать, поэтому, в 1937 году, для коронации Елизаветы Боулз-Лайон, также известной впоследствии, как королева-мать. Это единственная британская корона, полностью изготовленная из платины, и созданная по образцу короны королевы Марии, но имеющая четыре полудуги вместо восьми. Корона украшена примерно 2800 бриллиантами, в центре переднего креста находится Кохинур. Корона также содержит точную копию 22,5-каратного Лахорского бриллианта, подаренного королеве Виктории Ост-Индской компанией и 17,3-каратный алмаз, подаренный ей в 1856 году султаном Османской Империи Абдул-Меджидом I. Корона была возложена на гроб королевы-матери в 2002 году во время её государственного лежания и похорон. Короны королевы Александры и королевы Марии содержат хрустальные копии Кохинура, бывшего предметов постоянных споров: правительства Индии и Пакистана заявляли, что являются законными владельцами бриллианта и с момента обретения независимости требовали его возвращения.
Королева Камилла была коронована короной королевы Марии 6 мая 2023 года. В корону были вставлены оригинальные бриллианты Куллинан и удалены четыре из восьми полудуг. Брошь «Куллинан V» заменила Кохинур

### Короны принца Уэльского

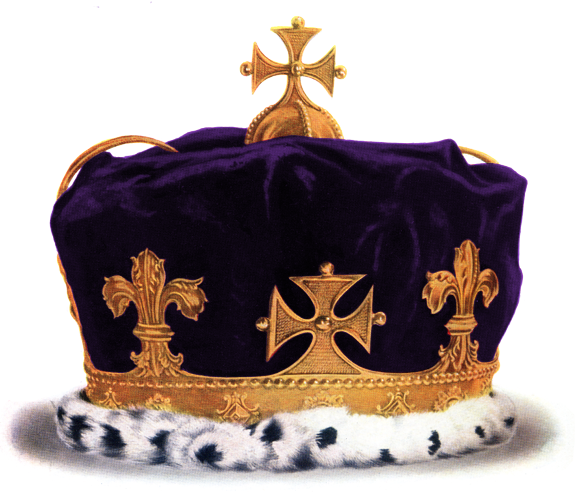
Корона Фредерика, принца Уэльского

Сравнительно скромная золотая корона была изготовлена в 1728 году для Фредерика, принца Уэльского, старшего сына Георга II. Она имеет форму, описанную в королевском указе, подписанном Карлом II в 1677 году, в котором говорится, что «Сын и наследник Короны в настоящее время должен носить свою корону, состоящую из крестов и цветов лилии с одной дугой и шаром с крестом посередине». Единственная дуга обозначает подчинённое положение принца Уэльского, но при этом показывает, что его положение выше, чем у других детей короля, чьи короны не имею дуг. Фредерик никогда не носил корону; вместо этого её положили перед ним на подушку, когда принц впервые занял своё место в Палате лордов. Впоследствии эту корону использовали Георг III, Георг IV, Эдуард VII в свою бытность принцами Уэльскими. Из-за его возраста для будущего Георга V была изготовлена новая позолоченная корона, которую он носил на коронации Эдуарда VII в 1902 году. В отличие от более ранней короны, имеющей вдавленную дугу, здесь дуга приподнята. На коронации Георга в 1911 году корону принца Уэльского носил его старший сын Эдуард, месяц спустя провозглашённый принцем Уэльским в замке Карнарвон. Возрождение этой публичной церемонии не проводившейся с начала XVII века, было призвано повысить авторитет королевской семьи в Уэльсе. Регалии принца Уэльского, известные как королевские регалии Уэльса, были разработаны по этому случаю Госкомбом Джоном и включают в себя валлийскую золотую диадему с жемчугом, аметистам и выгравированными нарциссами, скипетр, кольцо, меч, и мантию с камзолом и поясом. Став королём в 1936 году Эдуард VIII тогда же отрёкся от престола и эмигрировал во Францию, где корона 1902 года оставалась у него до его смерти в 1972 году, поэтому, в 1969 году, для инвеституры будущего Карла III пришлось изготовить новую корону сделанную из золота и платины и инкрустированную бриллиантами и изумрудами. Данная корона и скипетр были помещены в Сокровищницу в 2020 году, присоединившись к коронам 1728 и 1902 годов.

### Не коронационные короны
Существуют две короны, которые никогда не использовались при коронации. Малая бриллиантовая корона королевы Виктории высотой 10 сантиметров была изготовлена в 1870 году из 1187 бриллиантов, чтобы Виктория могла носить её поверх вдовьего чепца. Королева часто носила эту корону на церемониях открытия парламента вместо гораздо более тяжёлой короны Британской империи. После смерти Виктории в 1901 году корона перешла к её невестке королеве Александре, а затем к королеве Марии. Когда Георг V вместе с королевой Марией посетил в 1911 году Делийский дарбар, чтобы быть провозглашённым (но не коронованным) императором Индии, он носил императорскую корону Индии. Поскольку британская конституция запрещает вывоз коронационных регалий за пределы Соединённого Королевства, он не мог носить корону святого Эдуарда или корону Британской империи, поэтому соответствующую корону надо было изготовить специально для этого события. В ней содержится 3170 бриллиантов, 9 изумрудов, 4 рубина и 4 сапфира. с тех пор корона не использовалась и считается частью королевских регалий.

## Процессиональные объекты
Коронация начинается с процессии в Вестминстерское аббатство.

### Мечи

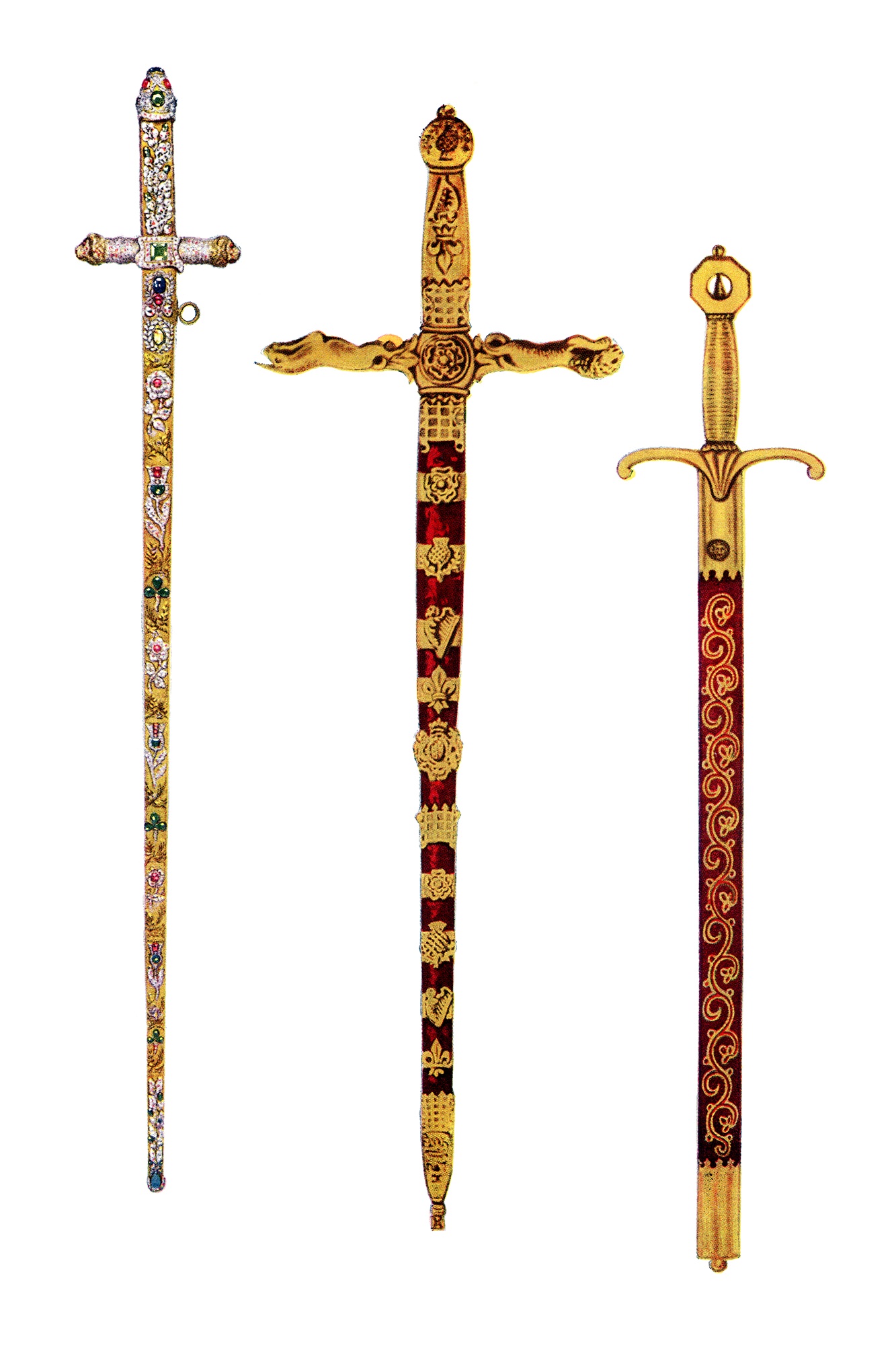
Слева направо: Жертвенный меч, Государственный меч, и Меч Милосердия (Куртана)

Государственные мечи отражают роль монарха как главы британских вооружённых сил и защитника веры. Три из них несут перед монархом по пути в Вестминстерсское аббатство: тупой Меч Милосердия (также известный как Куртана, Меч Духовной справедливости и Меч Светской справедливости. Считается, что они были созданы во времена правления Якова I, между 1610 и 1620 годами, вероятно, членом Почтенной компании ножовщиков, с использованием лезвий, созданных в 1580-х итальянскими мастерами-оружейниками Джандонато и Андреа Феррара. Карл II передал их в Вестминстерское аббатство для хранения вместе с регалиями святого Эдуарда. До этого момента для каждой коронации, начиная с XV-го века делались новые мечи. Проданные во время Английской революции, они были возвращены во время Реставрации, а их использование впервые было зафиксировано при коронации Якова II в 1685 году.
Двуручный Государственный меч, изготовленный в 1678 году, символизирует власть монарха и также выносится перед ним во время церемонии открытия парламента. Его деревянные ножны, изготовленные в 1689 году, оплетены малиновым бархатом и украшены позолоченными серебряными гербами Англии, Шотландии и Ирландии, геральдическими лилиями и решётками. Лев Англии и Единорог Шотландии образуют крестовину меча. Меч весит 8 фунтов (3,6 кг) и имеет 4 фута (1,2 м) в длину. Во время коронации лорд-председатель тайного совета должен держать его на протяжении большей части службы на весу, направленным вверх.
Перед инвеститурой громоздкий Государственный меч заменяется на более лёгкий Жертвенный меч, описываемый как «единственный настоящий коронационный меч». По приказу Георга IV, перед его экстравагантной коронацией в 1821 году, позолоченные кожаные ножны меча были инкрустированы 1251 бриллиантами, 16 рубинами, 2 сапфирами и 2 бирюзами. Меч имеет частично воронёное, частично позолоченное стальное лезвие, а его рукоять украшена 2141 бриллиантом, 12 изумрудами и 4 рубинами. Драгоценные камни расположены в форме роз, чертополоха, трилистника, дубовых листьев и желудей. Две ромбовидные головы львов, по одной на каждом конце крестовины, имеют рубиновые глаза. Георг заплатил за меч более 5000 фунтов из собственных средств, что радикально отличало его от строгих мечей за 2 фунта, использовавшихся предшественниками короля в XVIII веке. Данный меч оставался в личной собственности королевской семьи до 1903 года, когда он был передан на хранение вместе с остальными королевскими регалиями и использовался при каждой коронации с 1911 года. Монарха препоясывают и благословляют при помощи меча, который Вестминстерское аббатство передаёт за символическую сумму в 5 фунтов стерлингов Хранителю Сокровищницы Британской короны который несёт его обнажённым до конца церемонии.
Созданный в XVII веке Ирландский государственный меч, до обретения Ирландией независимости в 1922 принадлежал лорду-лейтенанту Ирландии и выставлялся в Сокровищнице Британской короны с 1959 года. Рукоять имеет форму льва и единорога и украшена кельтской арфой. Меч вручался каждому новому наместнику в Дублинском замке, где он обычно лежал на подлокотниках трона, представляя короля или королеву в их отсутствие. Его несли в процессии перед монархами во время их официальных визитов в Дублин. В июне 1921 года меч присутствовал на официальном открытии Парламента Северной Ирландии Георгом V. В 2018 году меч был выставлен в Дублинском замке в рамках выставки «Создание величия» — он появился в Ирландии впервые за 95 лет

### Посох Святого Эдуарда
Посох Святого Эдуарда — церемониальная золотая трость в 1,4 м (4,6 фута) длиной, изготовленная для Карла II в 1661 году. Имеет простой шар и крест вверху и стальное остриё в основании. Этот жезл почти наверняка является копией длинного посоха, упомянутого в списке королевских блюд и драгоценностей, уничтоженных в 1649 году, хотя посох, существовавший до английской революции был сделан из золота и серебра и увенчан голубем. Предполагаемая роль посоха в коронации была забыта со времён средневековья, поэтому пэр вносит его в аббатство как священную реликвию и кладёт на алтарь, где посох остаётся на протяжении всей церемонии.

### Трубы

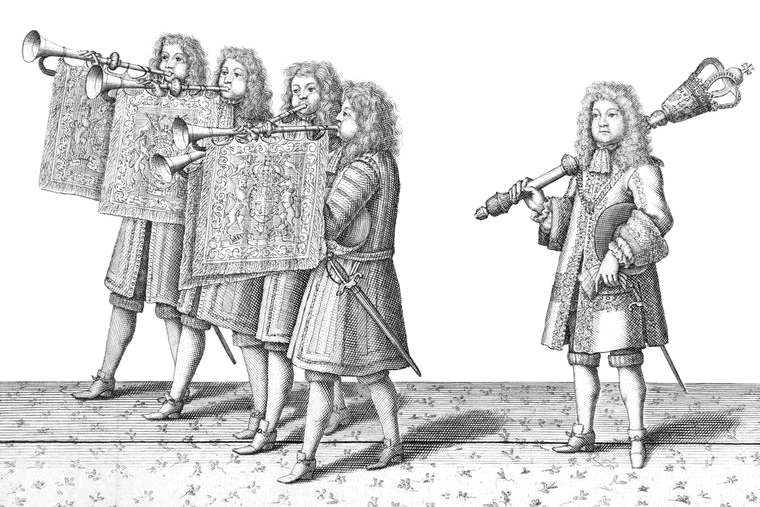
Трубачи и булавоносец на коронации Якова II

В число королевских регалий входят 16 серебряных труб, датированных периодом с 1780 по 1848 год. Девять из них задрапированы красными шёлковыми дамастовыми флажками, расшитыми золотыми гербами, первоначально изготовленными в 1838 году для коронации королевы Виктории. Трубы не использовались с тех пор, как в XIX веке в целях сокращения расходов был расформирован Корпус государственных трубачей. Основная задача трубачей заключалась в том, чтобы трубить фанфары в ключевые моменты коронации, а затем они также играли на банкете в Вестминстер-холле. Сегодня оркестр дворцовой кавалерии и Центральный оркестр Королевских ВВС играют на своих трубах во время государственных мероприятий

### Булавы
Будучи первоначально оружием средневековых рыцарей, булавы со временем превратились в церемониальные предметы, носимые парламентскими приставами, и символизирующие власть монарха. Палата общин, может законно действовать только тогда, когда на столе присутствует королевская булава времени правления Карла II. Две другие булавы времён Карла II и Вильгельма III используются Палатой лордов, одна из которых помещается на шерстяной мешок перед собранием палаты и отсутствует, когда монарх лично произносит тронную речь. В конце XVII века было 16 булав, но сейчас сохранилось только 13, 10 из которых выставлены в лондонском Тауэре. Две из них несут в королевской процессии при открытии парламента и коронациях. Каждая булава имеет около 1,5 м (4,9 фута) в длину и весит в среднем 10 кг (22 фунта). Они были изготовлены между 1660 и 1695 годами из позолоченного серебра.

## Предметы, используемые при миропомазании
При миропомазании монарха, декан Вестминстера сначала наливает святое миро для помазания из ампулы в ложку

### Ампула

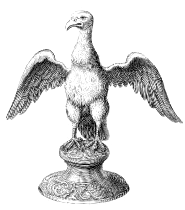
Ампула

Ампула представляет собой полый золотой сосуд, 20,5 см высотой и весом 660 г, была изготовлена в 1661 году и имеет форму орла с распростёртыми крыльями. Его головка отвинчивается, позволяя наполнить сосуд миром, выливающимся через отверстие в клюве. Оригинальная ампула представляла собой фиал, который короли иногда носили на шее в качестве кулона, а остальное время хранили в золотом реликварии в форме орла. Согласно легенде XIV века, Дева Мария явилась Томасу Бекету, архиепископу Кентерберийскому (1162—1670) и подарила ему золотого орла и немного мира для помазания английских королей. Первые свидетельства использования ампулы относятся к коронации Генриха IV году, а в 1483 году она была передана Ричардом III в Вестминстерское аббатство, для хранения с регалиями святого Эдуарда. Одна и та же партия, известная как «Святое миро святого Фомы» использовалась для помазания всех последующих королей и королев (за исключением Марии I), пока в 1625 году оно не закончилось. Непонятно, почему после Реставрации сам сосуд стал интерпретироваться как орёл, стоящий на куполообразном основании. По своему религиозному значению предметы для помазания уступают только короне святого Эдуарда, а в 2013 году ампула стояла рядом с короной на алтаре Вестминстерского аббатства на службе, посвящённой 60-летию коронации Елизаветы II

### Коронационная ложка
27-сантиметровая коронационная ложка датируется концом XII века. Она изготовлена из позолоченного серебра и украшена четырьмя жемчужинами, добавленными в XVII веке. Гребень делит чашу пополам, образуя бороздки, в которые архиепископ Кентерберийский опускает два пальца и помазывает монарха на пост верховного правителя Церкви Англии. Первоначально ложку, возможно, использовали для смешивания в чаше вина и воды. Первые сведения о её использовании для помазания монарха относятся ко времени коронации Якова I в 1603 году. Это самый старый сохранившийся предмет из числа королевских регалий (и единственная сохранившаяся работа английского королевского ювелира 1100-х годов). Первое упоминание о ней в составе Королевской коллекции относится к 1349 году, когда она описывается как «ложка древней формы» и, вероятно, что она была изготовлена для Генриха II или Ричарда I. В 1649 году ложка была продана за 16 шиллингов Клементу Киннерсли, йомену гардероба, который после восстановления монархии вернул её Карлу II.

## Одеяния и украшения
За помазанием следует облачение в коронационные одеяния и украшения

### Одеяния

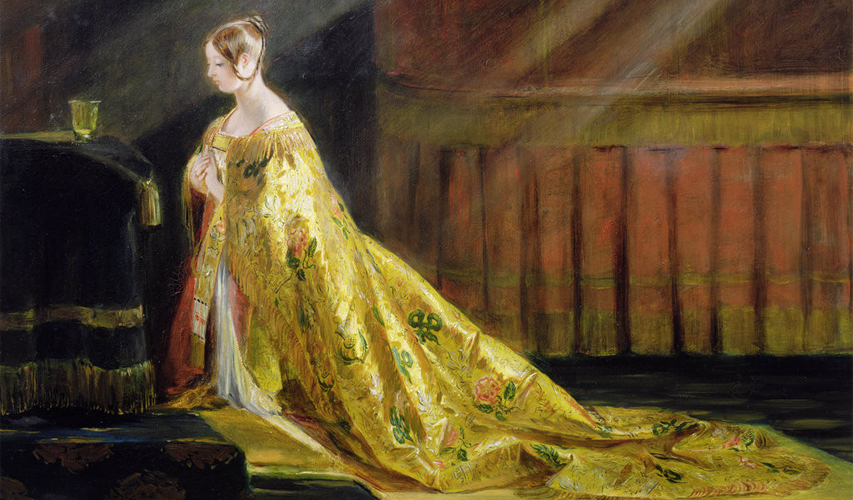
Королева Виктория в копии императорской мантии, хранящейся в Музее Лондона, 1838 год

Все одеяния имеют жреческий подтекст и их форма мало изменилась со времён Средневековья. Традиция носить Мантию святого Эдуарда прекратилась в 1547 году после начала реформации в Англии, но была возрождена в 1603 году Яковом I, желавшим подчеркнуть божественную природу королевской власти. Помимо мантии, монарх также носил котурны или сандалии из золотой парчи. Эти реликвии были уничтожены вместе с королевскими коронами и украшениями во время английской революции. Новые одеяния изготавливались для каждого нового монарха, начиная с Карла II, данная практика закончилась в 1911 году, когда Георг V повторно использовал супертунику (далматику) 1902 года и Императорскую мантию (капа), созданную в 1821 году для Георга IV. Их также носили его преемники Георг VI, Елизавета II и Карл III. Данные, украшенные золотом, одеяния весят примерно 10 кг. В 2023 году в Королевской школе рукоделия сшили для Карла III новый Палантин Роял, черпая вдохновение из палантина его предшественницы Елизаветы II. Он украшен гербами четырёх стран Соединённого Королевства, голубем, олицетворяющим Святого Духа, короной в стиле Тюдоров, и узором, основанным на тротуаре Космати в Вестминстерском аббатстве.

### Шпоры
Шпоры были воссозданы для Карла II. Они изготовлены из чистого золота, богато украшены растительным орнаментом и завитками, имеют малиновые бархатные ремешки, расшитые золотом. Также известные как «Шпоры Святого Георгия», они являются эмблемами рыцарства и обозначают роль короля как главы вооружённых сил. Первые свидетельства об использовании золотых шпор относятся к коронации Ричарда I в 1189, хотя вполне вероятно, что они были введены в 1170 году для Генриха Молодого Короля, и этот элемент службы был, вероятно, вдохновлён церемонией посвящения в рыцари. Пара шпор середины была добавлена к регалиям Св. Эдуарда в 1399 году и использовалась во время всех последующих коронаций до их уничтожения в 1649 году.. Исторически шпоры прикреплялись к ногам монарха, но со времён Реставрации королю их просто дарят.

### Армиллы
Армиллы — золотые браслеты искренности и мудрости. Как и шпоры, их начали использовать во время коронаций с XII века. С XVII века армиллы монарху уже не вручали, а просто несли при коронации. Новую пару пришлось изготовить в 1661 году; 4 см шириной, 4 см в диаметре, с выемчатыми эмалями, изображающими розы, чертополох и арфы (национальные символы Англии, Шотландии и Ирландии), а также геральдические лилии. Во время коронации Елизаветы II в 1953 году традиция ношения армилл была возрождена, и от имени различных правительств Британского Содружества королеве был преподнесён новый комплект простых армилл из 22-каратного золота, облицованных малиновым бархатом. Каждый браслет оснащён невидимым шарниром и застёжкой в виде розы Тюдоров. Клеймо включает в себя крошечный портрет королевы, которая продолжала носить армиллы после выхода из Вестминстерского аббатства, также Елизавету II можно было увидеть с армиллами, вместе с императорской короной и кольцом Государя, во время её появления на балконе Букингемского дворца.

### Державы

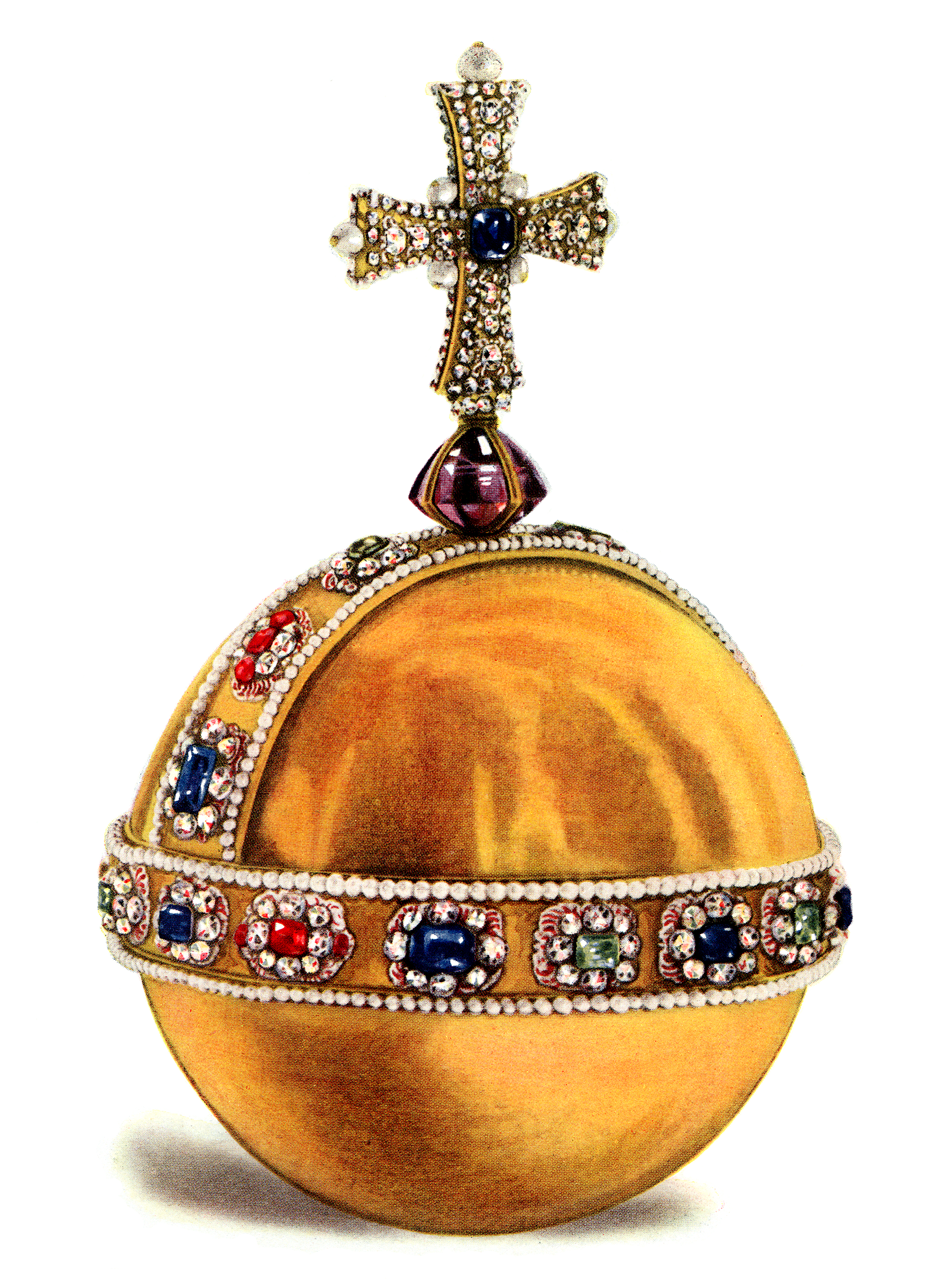
Держава Государя

Разновидность державы впервые была использована при коронации в 1509 году Генриха VIII, а затем всех последующих монархов, за исключением первых королей из династии Стюартов — Якова I и Карла I — выбравших средневековый порядок коронации. В 1625 году держава Тюдоров была передана на хранение в Вестминстерском аббатстве, вместе с регалиями Св. Эдуарда. С 1661 года Держава Государя, сделанная для Карла II, представляет собой полую золотую сферу, диаметром около 16,5 см (6,5 дюймов) диаметром и массой 1,2 кг (2,6 фунта) (более чем в два раза тяжелее оригинала). По экватору проходит полоса драгоценных камней и жемчуга, а в верхней части есть полуполоса. На вершине державы находится аметист, увенчанный украшенным драгоценными камнями крестом, символизирующим христианский мир, с сапфиром с одной стороны и изумрудом с другой. Всего держава украшена 375 жемчужинами, 365 бриллиантами, 18 рубинами, 9 изумрудами, 9 сапфирами, 1 аметистом и 1 куском стекла. Державу вручают во время обряда коронации королю, который держит её в левой руке пи выходе из Вестминстерского аббатства. Небольшая держава, первоначально украшенная взятыми под залог драгоценными камнями, была изготовлена для Марии II, которая провела свою коронацию в качестве соправителя Вильгельма III; она больше никогда не использовалась при коронации и была впоследствии украшена искусственными драгоценными камнями и культивированным жемчугом. Данная держава имеет 14,6 см (5,7 дюймов) в диаметре и весит 1,07 кг (2,4 фунта). Обе державы были возложены на гроб королевы Виктории во время церемонии её государственных похорон в 1901 году. Официальная причина использования державы Марии II не указана, но возможно, она была предназначена отображать положение Виктории как императрицы Индии.

### Кольца
Кольцо Государя носили монархи во время своей коронации со времени Вильгельма IV в 1831 году, за исключением королевы Виктории, пальцы которой были слишком малы, чтобы удержать его, и Карла III, который признал кольцо, но не носил его. В центре находится большой восьмиугольный сапфир, инкрустированный рубинами, образующими крест и окружённый 14 бриллиантами. Общий дизайн задуман как изображение красного Георгиевского креста (Англия) на синем фоне Андреевского креста (Шотландия). Рубины символизируют все королевские добродетели, такие как смирение, благонравие и милосердие, и украшали коронационные кольца с раннего средневековья. Уменьшенная копия кольца была сделана для Виктории, которая написала в письме: «Архиепископ (очень неловко) надел кольцо не на тот палец, и в результате мне было очень трудно его снова снять, что я, наконец, и сделала с большой болью» — её ювелиры измерили не тот палец. В 1919 году оба кольца были переданы на хранение в Тауэр вместе с похожим по дизайну кольцом королевы-консорта изготовленным в 1831 году для королевы Аделаиды.
До 1831 года монархи обычно получали новое кольцо, символизирующее их «брак» с нацией, возможно, с двумя исключениями: Ричард II передал Вестминстерскому аббатству «торжественную драгоценность, золотое кольцо с драгоценным камнем немалой ценности», чтобы его носили его преемники. Имеющиеся данные свидетельствуют, что позже данное кольцо носил Генрих V. Другим было коронационное кольцо Стюартов, вероятно, использовавшееся при английской коронации Карла I, Карла II, и, конечно же Якова II, который после Славной революции 1688 года забрал кольцо с собой в изгнание во Францию. Спустя сто лет кольцо было возвращено Королевству Великобритании и теперь принадлежит Королевской коллекции. Кольцо украшено большим рубином с выгравированным на нём крестом святого Георгия и окаймлённым 26 бриллиантами. С 1830 года Виндзорский замок предоставил кольцо Стюартов в постоянную аренду Эдинбургскому замку, где оно находится вместе с Королевскими регалиями Шотландии. Коронационное кольцо Мария II сохранилось в Портлендской коллекции Уэлбекского аббатства.

### Скипетры

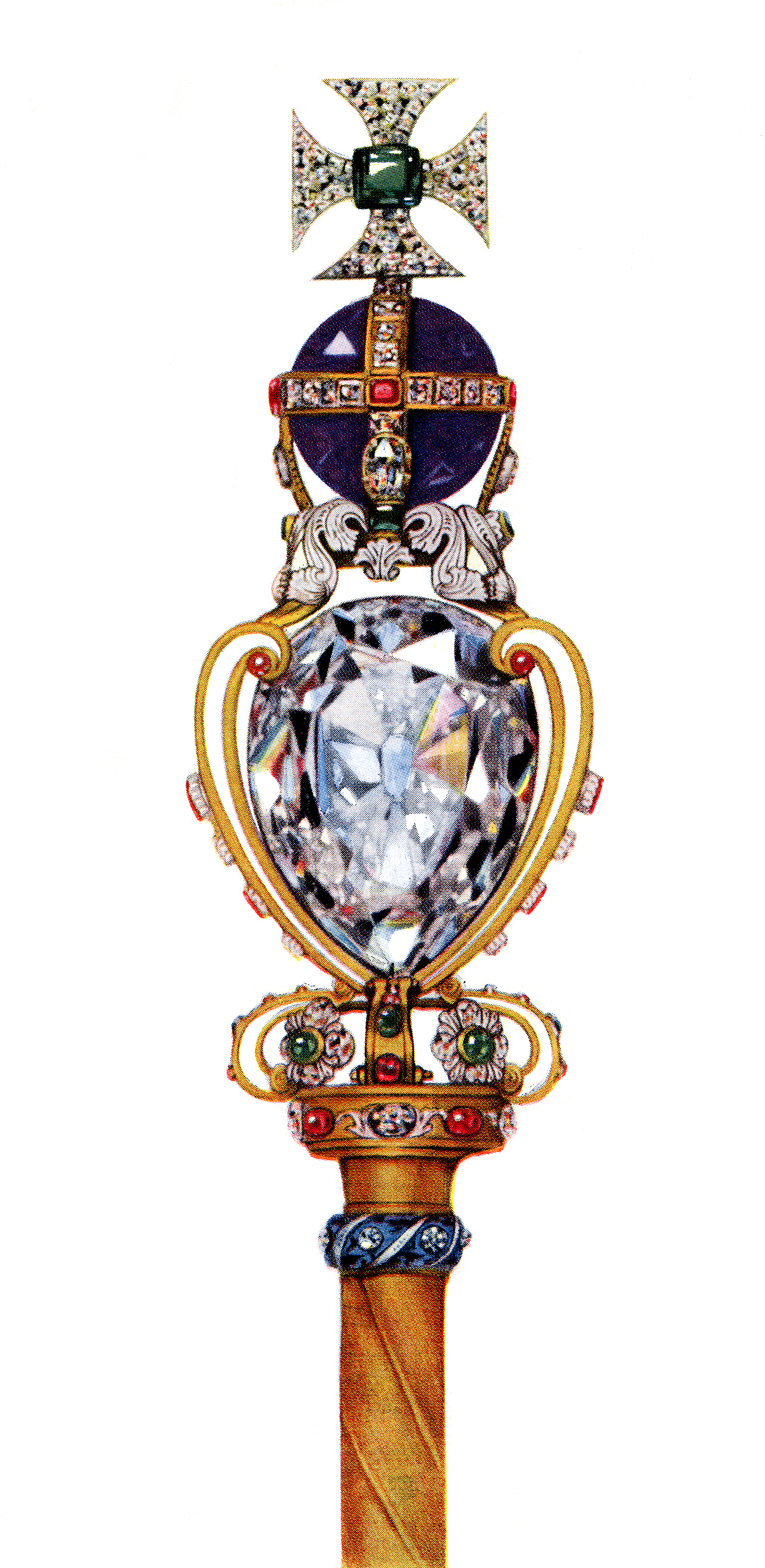
Верхняя часть Скипетра Государя с крестом

Скипетр, символический декоративный жезл, который монарх держит во время коронации, через посох епископа происходит от пастушеского посоха. Два золотых скипетра, изготовленные в 1661 году, являются частью коронационных регалий. Скипетр Государя с крестом является знаком его временной власти как главы государства. Данный скипетр имеет 92 см (3 фута) в длину, весит около 1,17 кг (2,6 фунта) и украшен 333 бриллиантами, 31 рубином, 15 изумрудами, 7 сапфирами, 6 шпинелями и 1 составным аметистом. В 1910 году дизайн скипетра был изменён, и в него включили Куллинан I, также известный как Великая звезда Африки, весом более 530 карат (106 г) — самый крупный бриллиант в мире. Он был частью найденного в 1905 году в Южной Африке необработанного алмаза весом 3106 карат (621,2 г) названного в честь Томаса Куллинана, председателя горнодобывающей компании. Золотые зажимы, удерживающие его, можно открыть, сам камень снять и носить как кулон, висящий на Куллинане II, помещённом в корону Британской империи и образующем брошь — королева Мария часто носила его таким образом. Над бриллиантом грушевидной формы расположен аметист, увенчанный крестом, инкрустированной изумрудом и мелкими бриллиантами.
Скипетр Государя с голубем, также известный как Жезл Справедливости и Милосердия, символизирует духовную роль монарха. Он немного длиннее, 1,1 м (3,6 фута), но весит примерно столько же, сколько и скипетр с крестом. Скипетр украшен 285 драгоценными камнями, в том числе 94 бриллиантами, 53 рубинами, 10 изумрудами, 4 сапфирами и 3 шпинелями. Стержень окружают полосы драгоценных камней. Вверху находится золотой монд, инкрустированный бриллиантами и увенчанный простым крестом, на котором сидит белый эмалевый голубь с распростёртыми крыльями, символизирующий Святого Духа. Подобный скипетр впервые появился в XI веке и, вероятно, был основан на немецком скипетре, увенчанном имперским орлом. Скипетр с голубем — предпоследняя вручаемая регалия. Поскольку монарх держит оба скипетра, они увенчаны короной Св. Эдуарда.
В число регалий короны входят два скипетра, изготовленные в 1685 году для Марии Моденской; золотой скипетр с крестом, известный как Скипетр королевы-консорта с крестом, и ещё один, сделанный из слоновой кости, и увенчанный голубем, известный как «Жезл королевы-консорта из слоновой кости с голубем». В отличие от государевого голубя, этот имеет сложенные крылья и относительно небольшой размер. В последний раз его использовала в 1937 году королева Елизавета, позже известная как королева-мать во время коронации своего мужа Георга VI. Для коронации Марии II, жены и соправительницы Вильгельма III в 1689 году был заказан более сложный золотой скипетр. С тех пор он не использовался и пропал на несколько десятилетий, и только в 1814 году был найден в задней части шкафа в лондонском Тауэре.

## Собственность, менеджмент и стоимость
Королевские регалии являются частью Королевской коллекции. Как и в случае с королевскими дворцами, они считаются неотчуждаемыми и передаются от одного монарха к другому бессрочно. Однако, относящееся к XVII веку постановление Эдварда Кока, утверждавшего, что «древние королевские регалии являются семейными реликвиями и переходят к следующему владельцу и не могут быть переданы по завещанию» содержит исключение, позволяющее монарху в течение своей жизни распоряжаться регалиями посредством патентных грамот, скреплённых большой или малой государственной печатью. В 1995 году Иэн Спроат, тогдашний государственный секретарь по национальному наследию, подтвердил, что распоряжение королевской коллекцией было «полностью делом королевы». Их потенциальная стоимость обычно не включается в оценку богатства монарха, потому что на практике маловероятно, что регалии когда-либо будут проданы и они не застрахованы от потери и официально считаются бесценными.
Техническое обслуживание, изменения и ремонт возлагаются на королевского ювелира, придворного, который чистит регалии каждый январь после часов посещения Лондонского Тауэра и сопровождает регалии всякий раз, когда они покидают Тауэр для использования в королевских церемониях. Старинные предметы были законсервированы специалистами Британского музея. Фонд Королевской коллекции ведёт инвентаризацию драгоценностей, а за их показ отвечают исторические королевские дворцы.

## Комментарии
1. ↑  Мужья правящих королев не короновались в Объединённом Королевстве.[4].
2. ↑  номер в Британском музее 1990,0102.24
3. ↑  Номер в Британском музее 1957,0207.15
4. ↑  номер в Британском музее 1956,1011.2
5. ↑  номер в Британском музее 1939,1010.160
6. ↑  приводится отчёт об одной из таких краж A Mediæval Burglary (1916).
7. ↑  Список королевских драгоценностей смотрите в Nichols, John (1828), The Progresses, etc. of King James the First, vol. 2, p. 45.
8. ↑  "Распоряжение Палаты представителей относительно появления драгоценностей короны в Амстердаме" можно найти в Rushworth, John (1721), Historical Collections, vol. 4, p. 736.
9. ↑  Опись смотрите в Millar, Oliver, ed. (1972). "The Inventories and Valuations of the King's Goods 1649–1651" in The Volume of the Walpole Society, vol. 43. pp. 20–51.
10. ↑  Винер передал работу Компании Ювелиров[67]
11. ↑  Список дополнений и изменений вплоть до коронации королевы Виктории в 1838 году есть у [77]. Хронологию изменений между 1855и 1967 годами см. [78]. Подробная история содержится у [79].
12. ↑  В 1937 и 1953 годах коронация репетировалась с использованием набора копий, изготовленных Robert White and Sons. После 1953 года набор был приобретён совместно Вестминстерским аббатством и Министерством труда Великобритании и с 2018 года он выставляется в трифориуме аббатства.[86].
13. ↑  Корона Тюдоров была восстановлена в 2022 году преемником Елизаветы Карлом III.[98]
14. ↑  До децимализации в 1971 году меч выкупался за 100 шиллингов[135].
15. ↑  Предметы перечислены в том порядке, в котором они предоставляются монарху.
16. ↑  далее можно прочитать здесь: Nash, Michael L. The Jewels of the Kingdom // Royal Wills in Britain from 1509 to 2008. — Palgrave Macmillan, 2017. — P. 61–86. — ISBN 978-1-137-60144-5.
17. ↑  В 1995 году три исторических оправы для корон, тогда принадлежавшие Asprey, а теперь находящиеся в Лондонском Тауэре, были оценены для получения экспортной лицензии[193]